# オレクサンドル・コーパン
オレクサンドル・ボフダノヴィチ・コーパン（ウクライナ語: Олександр Богданович Корпан、1994年9月8日 - 2022年3月13日）は、ウクライナの空軍パイロット。最終階級は大尉。2022年にロシア大統領ウラジーミル・プーチンが起こしたウクライナ侵略戦争において侵略してきたロシア軍と戦い戦死した。

## 経歴
1994年9月8日、ウクライナクリミア半島セヴァストポリカシャに生まれる。Підгайціに生まれたとする情報源もある。
オデーサ海軍学校を経てイヴァーン・コジェドゥーブ国立空軍大学を卒業。卒業後ウクライナ空軍第299戦術航空旅団に属する飛行隊長に就任した。
2022年2月24日にロシア大統領ウラジーミル・プーチンの命令でロシア軍がウクライナ侵略戦争を開始した。コーパンはスタロコスティアニティヴ上空での戦闘飛行において自らの身を犠牲にして多くの人々の命を守った。死後ウクライナ英雄金星勲章を追贈された。Підгайціに埋葬された。
2022年3月7日の葬儀